# Romans, Deux-Sèvres
Romans är en kommun i departementet Deux-Sèvres i regionen Nouvelle-Aquitaine i västra Frankrike. Kommunen ligger i kantonen Saint-Maixent-l'École 2e Canton som tillhör arrondissementet Niort. År 2022 hade Romans 702 invånare.

## Befolkningsutveckling
Antalet invånare i kommunen Romans
| Referens: INSEE |